# Нюргечі
Нюргечі́ (рос. Нюргечи, чув. Нĕркеç) — присілок у складі Комсомольського району Чувашії, Росія. Входить до складу Польовосундирського сільського поселення.
Населення — 518 осіб (2010; 514 у 2002).
Національний склад:
- чуваші — 100 %